# La verdad sospechosa
La verdad sospechosa es la obra capital de Juan Ruiz de Alarcón. Fue escrita entre 1618 y 1621, antes de la muerte del rey Felipe III, a quien la dedicatoria supone vivo. Willard F. King da una fecha más exacta para la obra, escrita según el entre 1619 y 1620.

## Fecha de composición y ediciones
Según el estudio de Pedro Henríquez Ureña, fue representada en 1624 y su texto definitivo apareció en la Segunda parte de las comedias alarconianas, en 1634. Pero ya había sido publicada con anterioridad, atribuida falsamente a Lope de Vega, en la Parte veinte y dos de las comedias del Fénix de España Lope de Vega Carpio y las mejores que hasta ahora han salido, Zaragoza: Pedro Verges, 1630.
Las mejores ediciones clásicas de esta comedia son las de Juan Eugenio Hartzenbusch (Madrid, Rivadeneira, 1825, tomo XX de la BAE); la del erudito mexicano Alfonso Reyes (Madrid, Espasa-Calpe, 1937, 3.ª ed.); la de Agustín Millares Carlo (incluida en Obras completas, tomo II, México: FCE, 1959); Juan María Marín (Madrid, Espasa-Calpe, 1990, 14.ª edición) y José Montero Reguera (Madrid, Castalia, 1999). También es preciso citar la de Juan Oleza y Teresa Ferrer en Juan Ruiz de Alarcón: Las paredes oyen; La verdad sospechosa, Barcelona: Planeta, 1986 y las electrónicas de Teresa Ferrer Valls (2015) y de Lola Josa (2022).
Es la obra más afamada del autor, considerada una fábula de intención moralista, aunque la mayoría de los estudiosos plantean otra visión. La crítica a la mentira y a la mentira patológica o mitomanía es la intención dominante, pero no puede catalogarse como un texto didáctico ni moralizante.

## Argumento
La obra está representada en Madrid, donde don García, un mentiroso, conoce a Jacinta y a Lucrecia. El personaje principal está realmente enamorado de doña Jacinta y, a fin de ganársela, inventa toda una red de mentiras que le dan sentido a la historia, ya que hay otro joven que la pretende, Juan de Sosa. Sigue en esa actitud a pesar de los buenos y honestos consejos de su criado Tristán y del padre de García, Beltrán. Finge que es un indiano rico e irrita los celos de Juan. Pero él mismo es engañado por Lucrecia, enamorada de él y que se deja hacer pasar por Jacinta. Al final, víctima de sus propios enredos y forzado por ellos y por los encolerizados padres de los novios, debe casarse con quien no ama, Lucrecia, y es Juan quien se casa con Jacinta.

## Análisis
Es la comedia moralista más famosa de Alarcón, donde cada personaje posee una determinada importancia que lo hace diferente del resto. La verdad sospechosa, a la que algunas interpretaciones definen como «ironía de los procedimientos teatrales en boga», es también una obra donde triunfa la comedia de caracteres sobre la comedia de enredos, pues la trama gira en torno a ridiculizar la figura del mentiroso don García, centro de todos los vicios.
Hay otros estudiosos que analizan a don García como figura ambivalente. Es al mismo tiempo un gallardo galán enamorado que idealiza a su dama y debe ser premiado con el matrimonio; pero es también una figura mentirosa que debe de ser castigada. Hay quienes piensan que el comportamiento de don García refleja la teoría de los humores de la época, mostrando un desequilibrio. Este desequilibrio se ha interpretado de varias maneras. Para algunos el protagonista sufre de melancolía, causada por su amor idealizante; mientras que otros lo analizan como figura que muestra un exceso de cólera, que lo llevan a tener un exceso de imaginación, deseando el amor y la fama como en el caso de Heróstrato quien quemó el templo de Diana en Éfeso para ser conocido.
Todos los personajes, especialmente don Beltrán, poseen un elevadísimo sentido de la moral, como era obligatorio en la época. Ello no significa, de ninguna manera, que Alarcón haya intentado construir un drama didáctico en consonancia con los preceptos de la tragedia; al contrario, los enredos de la comedia se basan en la tolerancia que muchos personajes otorgan a las mentiras de don García. Las múltiples interpretaciones de la obra hasta han llevado al estudio de las imágenes astrológicas para llegar a comprender mejor el texto.
Es habitual considerar a La verdad sospechosa como el punto de madurez literaria de Alarcón. Para King, «Nunca creó Alarcon un personaje más memorable que don García ni una comedia más punzante que La verdad sospechosa, alimentada sin duda por su propia experiencia de los engaños de la corte». Según la propuesta de Castro Leal, con esta obra arranca el segundo periodo del dramaturgo, que tiene lugar entre 1613 y 1618 y que se caracteriza por comedias de carácter. El planteamiento y la nitidez de la historia no difieren en mucho de las comedias urbanas del Siglo de Oro, pues el conflicto se teje exclusivamente en torno a un tema y a un personaje central.
La obra incluye a la Universidad de Salamanca como escenario principal, además de Madrid. Ello podría deberse a una preferencia de Alarcón por los espacios universitarios, ya que don García, el protagonista, presenta muchos vicios ocasionalmente atribuidos a los estudiantes. Este punto se refuerza a partir del tercer acto, cuando inicia el clímax de la historia.
En La verdad sospechosa Alarcón expone la crisis de valores de la aristocracia, a fin de que sus miembros puedan corregirse. La nobleza verdadera no la da el linaje ni las apariencias, sino las buenas acciones. Podría leerse en ello una intención autobiográfica: el autor ha sido víctima de ninguneos y desprecios por parte de varios aristócratas, por lo que, a manera de revancha, decide ridiculizarlos en un teatro irónico. Ese sistema ético y moral regenera prácticamente toda la dramaturgia de su tiempo, a la vez que reestructura el género de la Comedia Nueva.

## Trascendencia
La pieza inspiró al dramaturgo francés Pierre Corneille sus piezas Le Menteur (El mentiroso, 1644) y La suite du Menteur (La continuación de El mentiroso, 1645). Corneille estimaba la obra de Ruiz de Alarcón como la mejor de las que conocía en español, e incluso mejor que las suyas: «He dicho muchas veces que hubiera dado porque fuese mía dos de las mejores piezas que he escrito... No he visto en su lengua cosa que más me agrade». De la pieza de Corneille nace en 1750 otra comedia basada en la misma idea, titulada Il bugiardo (El mentiroso), escrita por el comediógrafo veneciano Carlo Goldoni con personajes de la Commedia dell'arte: Pantalón, el Doctor, Arlequín, Colombina, Brighella... y Lelio, el mentiroso protagonista.